# Китайская Республика на летних Олимпийских играх 1956
Китайская Республика, в реальности представляющая лишь остров Тайвань, принимала участие в Летних Олимпийских играх 1956 года, но не завоевала ни одной медали. В знак протеста против узурпации Тайванем названия «Китай» Китайская народная республика бойкотировала эти игры.
13 тайваньских спортсменов приняли участие в соревнованиях по 5 видам спорта: лёгкой атлетике, тяжёлой атлетике, баскетболу, боксу, стрельбе.
Легкоатлет Ян Чуаньгуан занял восьмое место в десятиборье, также он принимал участие в прыжках в высоту.